# Glaubhafte Abstreitbarkeit
Die Situation einer glaubhaften Abstreitbarkeit (auch glaubhafte Bestreitbarkeit; englisch plausible deniability) liegt vor, wenn eine Person oder eine Organisation ein Mitwissen bzw. eine Mitwirkung an moralisch verwerflichen oder strafbaren Vorgängen innerhalb ihres Einflussbereichs überzeugend dementieren kann und ihr somit keine Verantwortlichkeit nachgewiesen werden kann, unabhängig vom tatsächlichen Wahrheitsgehalt dieses Dementis.
Der Begriff wurde von der CIA Anfang der 1960er Jahre geprägt und beschreibt die Strategie, hochrangige Beamte und Regierungsmitglieder vor Strafverfolgung oder sonstigen negativen Konsequenzen zu schützen, für den Fall, dass illegale oder unpopuläre CIA-Aktivitäten öffentlich werden würden.
Dual-Use-Technologien und Güter werden oft mit (vermeintlichen) zivilen Zwecken entwickelt, um eine geplante militärische Nutzung abstreiten, oder entsprechende Rüstungskontrollen umgehen zu können. Klassische Beispiele finden sich im Deutschland der Zwischenkriegszeit zum Beispiel bei der staatlichen Subventionierung der (vermeintlich) zivilen Luftfahrt, welche spätestens mit Machtübernahme der Nationalsozialisten in offene Aufrüstung der Wehrmacht – mitsamt einer modernen Luftwaffe – überführt wurde.
In Analogie wird der Begriff inzwischen auch zur Beschreibung bestimmter Verschlüsselungstechniken in der Informatik verwendet.

## Politik
Glaubhafte Abstreitbarkeit bezeichnet in der Politik eine Doktrin, die in den USA in den 1950er Jahren entwickelt wurde und in der damals neu gebildeten Central Intelligence Agency (CIA) zum Einsatz kam.
Der Doktrin zufolge sollten Führungsstrukturen und Befehlsketten so locker und informell beschaffen sein, dass sie im Bedarfsfall leicht abgestritten werden konnten. So koordinierte etwa ein Operations Coordinating Board, ein dem National Security Council angeschlossener geheimer Ausschuss, verdeckte Operationen der CIA oder Programme wie beispielsweise MKULTRA. Ein Repräsentant des US-Präsidenten in diesem Board, eine Funktion, die unter Präsident Eisenhower der Politiker und Industrielle Nelson Rockefeller einnahm, erlaubte es dem Präsidenten, über verdeckte Operationen stets informiert zu bleiben und gleichzeitig gegenüber dem US-Kongress eine „glaubhafte Abstreitbarkeit“ für die zum Teil illegalen Aktionen zu wahren. Damit sollte bezweckt werden, dass der CIA politisch heikle Aufträge von Machtträgern bis hinauf zum Präsidenten selbst erteilt werden konnten. Der Urheber oder die schiere Existenz dieser Aufträge sollte aber bestritten werden können, wenn eine verdeckte Operation scheiterte oder wenn politischer Schaden befürchtet wurde, falls eine offizielle Stelle die Verantwortung übernahm. Diese Strategie wurde später auch bei anderen Organisationen angewandt.
Die Doktrin ist zunächst ein offenes Tor für Machtmissbrauch. Sie setzt voraus, dass die betreffenden Organisationen behaupten können, dass sie unabhängig gehandelt hätten und somit auch tatsächlich unabhängig handeln können, denn jedes Kontrollinstrument, das der Unabhängigkeit Grenzen setzt, wäre auch geeignet, heikle Anordnungen aufzudecken. Wird die Kontrolle auf eine nachträgliche Informationspflicht der Organisation beschränkt, so ist der Empfänger der Information auf freiwillige Aussagen angewiesen, die im Zweifelsfall unvollständig oder falsch sind.
Schließlich funktionierte die Doktrin in der Vergangenheit häufig nicht, wenn sie angewendet wurde: Das Abstreiten eines Sachverhalts ist nicht plausibel. Unabhängige Medien und die Öffentlichkeit können die wirklichen Zusammenhänge durchschauen. Kritiker bezeichnen die glaubhafte Abstreitbarkeit auch als eine Form von Heuchelei bzw. als gezielte Desinformation.
Das bekannteste Beispiel des Scheiterns der Strategie ist die Watergate-Affäre, in der es der Regierung nicht gelang, Präsident Richard Nixon von der Verantwortung für den Skandal zu entlasten. Ein weiteres Beispiel ist die Iran-Contra-Affäre, in deren Verlauf der verantwortliche Sicherheitsberater John Poindexter alle Verantwortung auf sich nahm und damit den Präsidenten Ronald Reagan entlastete. Doch Poindexters Aussagen unterminierten die Autorität des Präsidenten: Sie vermittelten das Bild, dass dieser die Kontrolle verloren habe.
Der Begriff wurde im Falle des von einem russischen Waffensystem abgeschossenen Passagierflugzeuges MH17 im Jahr 2014 wieder aktuell, als schon wenige Tage nach dem Abschuss die Bestrafung der Schuldigen als möglicherweise unwahrscheinlich bezeichnet wurde. Nur im Falle der russischen Soldaten auf der Krim gab Präsident Putin persönlich die russischen Aktivitäten zu, während Russland im Falle der offensichtlichen militärischen Unterstützung in der Ostukraine die Strategie des Abstreitens verfolgte.

## Informationstechnik
In der Informationstechnik werden Mechanismen zur glaubhaften Abstreitbarkeit bei anonymen Peer-to-Peer-Netzen oder generell bei Datenverschlüsselung eingesetzt, um den Ursprung oder das Vorhandensein von Informationen abstreiten zu können. Es sind Verfahren, um vertrauliche Daten oder den Ursprung von Daten zu verbergen, so dass deren Existenz oder Ursprung nicht nachgewiesen werden kann.
Eine frühe Implementierung glaubhaft bestreitbarer Verschlüsselung bot das von Julian Assange, Suelette Dreyfus und Ralf Weinmann 1997 entwickelte Dateisystem Rubberhose.
Bekanntere, aktuellere Beispiele sind das anonyme, zensurresistente Netz Tor, Freenet und die Dateiverschlüsselungssoftware FreeOTFE, VeraCrypt und TrueCrypt. Auch das Verschlüsselungsprinzip des Off-the-Record Messaging (OTR) oder des Multi-End Message and Object Encryption (OMEMO) gewährleistet die glaubhafte Abstreitbarkeit.